# تپه باغ اوستی
تپه باغ اوستی مربوط به سده‌های میانه دوران‌های تاریخی پس از اسلام است و در شهرستان گرمی، بخش مرکزی، دهستان اجارود مرکزی، روستای حمزه خانی واقع شده و این اثر در تاریخ ۲۷ آبان ۱۳۸۶ با شمارهٔ ثبت ۲۰۲۹۲ به‌عنوان یکی از آثار ملی ایران به ثبت رسیده است.